# ジョセリン・ウィルデンシュタイン
ジョセリン・ペリセット・ウィルデンシュタイン（Jocelyn Perisset Wildenstein、1945年8月5日 - 2024年12月31日）はスイス出身のアメリカ合衆国のソーシャライトで、大規模な美容整形で知られている。「キャットウーマン」「ライオン女王」「ウィルデンシュタイン夫人」といった異名を持つ。1999年に億万長者のビジネスマン、アレク・ウィルデンシュタインと離婚。2年間の泥沼裁判のすえ多額の和解金を受け取ったことでも話題を呼んだ
。豪華な生活でも知られており、かつて年間の電話代を6万ドル、食費とワイン代を54万7千ドルと計算した。

## 生い立ち
ジョセリン・ペリセットはスイスのローザンヌで生まれた。彼女の父はスポーツ用品店に勤務していた。彼女は17歳の時に、スイスの映画プロデューサーシリル・ピゲとの交際を始めた。後にイタリアのフランス人映画監督セルジオ・ゴッビとパリで同棲をした。そこで彼女は熟練したハンターとパイロットになった。彼女はサウジアラビアの武器商人アドナン・カショギとケニアの狩猟地に趣味の射撃をしに行ったとき、その所有者であるアレク・ネイサン・ウィルデンシュタインと1977年に知り合う。

## 結婚と離婚
ジョセリンはアレク・ウィルデンシュタインと30代で結婚した。彼は、有名な美術商で裕福なウィルデンシュタイン家の一員である（父はダニエル・ウィルデンシュタイン）。夫婦は2人の子供を儲けた。2人の離婚は友好的ではなかった。ジョセリンは夫と19歳のロシア人モデルが寝室にいるのを発見し、夫は銃を持ち出したため刑務所に一晩収監された 。裁判長は、訴訟の過程で手紙による脅迫を受けた。ニューヨークの夫婦の家は後にジョセリンによって不動産開発業者ジャンナ・ブロックに1300万ドルで売却され、大幅な改修が必要とされた。離婚調停における合意条件の一つに「それ以上のいかなる美容整形手術のためにも和解金を使用しない」というものがあったとされている
。彼女はその後、離婚和解金25億ドルと13年間毎年1億ドルを受け取った。

## 美容整形
元夫のアレクによると、ジョセリンが初めて美容整形をしたのは結婚1年後だという。さらにそれ以降、顔に広範に美容整形手術を施し 、「非常に不自然な外観」を作り出した。元夫によると、手術はより猫らしい外観にすることを目的としていたといい、また浮気を繰り返す夫の気持ちをつなぎとめるためだったとも言われている。彼女は、整形手術に400万ドルを費やしたと噂されているが、2018年のテレビ出演でのインタビューをはじめとして、整形手術はしていないともたびたび発言している。彼女の個性的な外見にもかかわらず、彼女自身は満足していると伝えられている。

## 死去
元夫のアレクは2008年に亡くなり、ジョセリンは27歳年下のファッションデザイナー、ロイド・クラインと長年交際していたが、2024年12月31日の夜、滞在先のパリのホテルで肺塞栓症により死去。79歳没。